# موريس هولمز
موريس هولمز (19 مايو 1990 في المملكة المتحدة - ) (بالإنجليزية: Maurice Holmes)‏ هو لاعب كريكت بريطاني. لعب مع نادي وارويكشاير للكريكيت ‏ وLoughborough MCC University ‏.

## وصلات خارجية
- موريس هولمز على موقع إي آس بي آن كريك إنفو (الإنجليزية)